# Колумбійський університет
Колумбійський університет (або по-простому: Колумбія; англ. Columbia University in the City of New York (Columbia University)) — приватний заклад вищої освіти, головний корпус якого розташований на острові Мангеттен в Нью-Йорку. Колумбія входить до групи елітних американських університетів, так звану Лігу плюща.

## Історія
Заснований 17 липня 1754 року як «Королівський коледж» — один із перших закладів вищої освіти в Сполучених Штатах. У ранні роки свого існування університет відвідували такі видатні діячі як Олександр Гамільтон, Джон Джей, Морріс Говернер та Роберт Лівінгстон.
У 1784 році, після Американської революції й у патріотичному дусі того часу, первісну назву «Королівський коледж» змінено на «Колумбійський коледж». У 1896 заклад назвали «Колумбійський університет» Нью-Йорка з метою розрізняти студентів коледжу та університету, тобто відділити інженерну школу від факультетів науки, медицини, права, педагогіки, політології та філософії.
Наприкінці квітня 2024 року, як повідомило видання The Wall Street Journal, в Колумбійському університеті посилилися антиізраїльські виступи та протистояння через війну Ізраїлю та ХАМАС, які супроводжуються активними протестами та загостренням проблем безпеки. Пропалестинські протестувальники зібралися в кампусі університету і закликають відмовитися від фінансових інтересів у корпораціях, пов'язаних з Ізраїлем. Президент Колумбійського університету Мінуш Шафік перевів заняття в режим «онлайн», а поліція Нью-Йорка заарештувала понад 100 протестувальників.

## Видатні викладачі та випускники
- Джозеф Стігліц, лауреат Нобелівської премії з економіки 2001 року за дослідження ринків з асиметричною інформацією, професор Колумбійського університету.
- Мілтон Фрідман, лауреат Нобелівської премії з економіки, захистив тут докторську дисертацію з економіки (1946).
- Ернст Кассірер (1874—1945) — німецький і американський філософ і культуролог.
- Михайло Яримович — український інженер-винахідник у царині аерокосмічних дослідів у США, брав участь у конструюванні космічного корабля для польоту на Місяць.
- Леон Купер — американський фізик, Лауреат Нобелівської премії з фізики 1972 р. (разом з Джоном Бардіном та Джоном Шріффером) за створення теорії надпровідності, яку зазвичай називають теорією БКШ.
- Іштван Деак — угорський історик, професор Колумбійського університету.
- Дмоховський Леонтій-Людомир — український професор вірусології Колумбійського та Техаського університетів; першовідкривач вірусної природи ракових пухлин, основоположник школи онкологічної вірусології. Першопроходець у застосуванні електронної мікроскопії.
- Цзян Тінфу — китайський дипломат, вчений та журналіст.
- Фаршід Муссаві — британська архітекторка.
- Джадсон Філіпс — відомий письменник детективного жанру США, лауреат престижних літературних премій.
- Евелін Ху — американська науковиця в галузі нанотехнологій.
- Елізабет Гіллман — професор біомедичної інженерії та радіології.
- Тете Антоніо — міністр закордонних справ Анголи.